# Deutscher Filmpreis/Beste männliche Nebenrolle

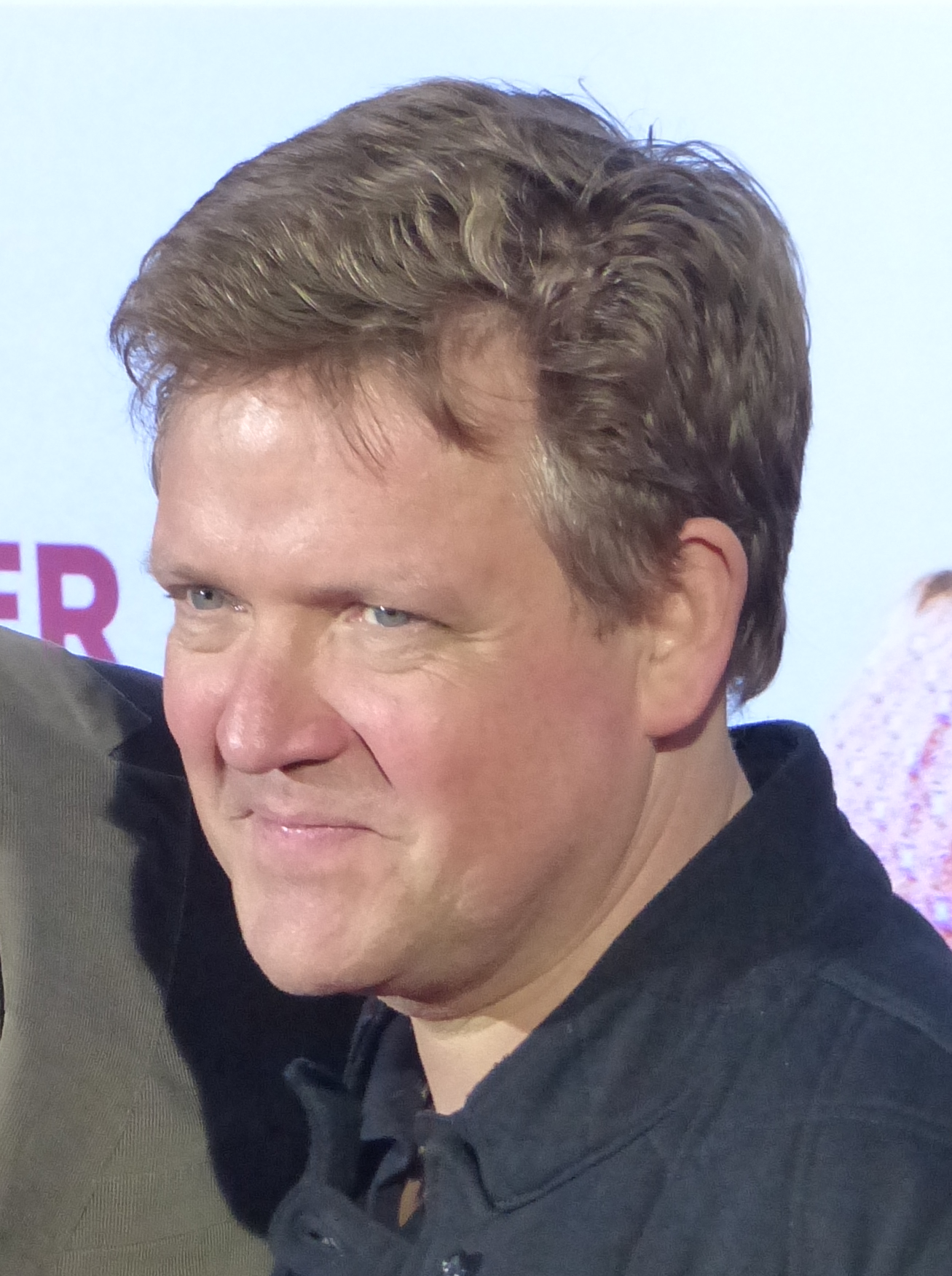
Justus von Dohnányi (2015)

Gewinner des Deutschen Filmpreises in der Kategorie Beste männliche Nebenrolle (früher: Beste darstellerische Leistung – männliche Nebenrolle). Von Ende der 1960er/Anfang der 1970er Jahre bis 1996 wurde die Kategorie durch einen Preis für die „besten darstellerischen Leistungen“ ersetzt, ohne eine Einteilung nach Haupt- oder Nebenrollen. Seit 1997 werden die Auszeichnungen für Schauspieler wieder getrennt nach Haupt- und Nebenrollen ausgelobt. Die Gewinner werden seit 1999 mit der Preisstatuette „Lola“ geehrt und erhalten ein Preisgeld von 10.000 Euro. Zuvor war das Filmband in Gold vergeben worden.
Die Schauspieler Albrecht Schuch, Justus von Dohnányi und Hanns Lothar gewannen den Preis zweimal. Von Dohnányi erhielt seit Einführung des Nominierungsmodus für diese Kategorie im Jahr 1997 auch die meisten Nennungen (drei). Genauso viele Nominierungen und jeweils einen Sieg erzielten Godehard Giese, Robert Gwisdek und Alexander Scheer. 2020 erhielt Albrecht Schuch sowohl den Preis als bester Neben- als auch als bester Hauptdarsteller des Jahres zuerkannt.

## Preisträger von 1954–1970
| Jahr       | Preisträger          | Filmtitel                    |
| ---------- | -------------------- | ---------------------------- |
| 1954       | Reinhold Schünzel    | Meines Vaters Pferde         |
| 1955       | Martin Held          | Canaris                      |
| 1956       | Erich Ponto          | Himmel ohne Sterne           |
| 1957       | Hannes Messemer      | Rose Bernd                   |
| 1958       | Werner Peters        | Nachts, wenn der Teufel kam  |
| 1959       | Fritz Schmiedel      | Der Mann, der sich verkaufte |
| 1960       | Hanns Lothar         | Buddenbrooks I. Teil         |
| 1961       | Hanns Lothar         | Der letzte Zeuge             |
| 1962       | Walter Giller        | Zwei unter Millionen         |
| 1963       | Preis nicht vergeben | Preis nicht vergeben         |
| 1964       | Sigfrit Steiner      | Ein Mann im schönsten Alter  |
| 1965       | Rudolf Forster       | Wälsungenblut                |
| 1966       | Preis nicht vergeben | Preis nicht vergeben         |
| 1967       | Günter Mack          | Abschied von gestern         |
| 1968– 1969 | Preis nicht vergeben | Preis nicht vergeben         |
| 1970       | Vladimír Pucholt     | Malatesta                    |

## Preisträger und Nominierte ab 1997
1997
Moritz Bleibtreu – Knockin’ on Heaven’s Door
- Tim Bergmann – Echte Kerle
- Michael Mendl – 14 Tage lebenslänglich

1998
Peter Lohmeyer – Zugvögel … Einmal nach Inari
- Rufus Beck – Jimmy the Kid
- Josef Bierbichler – Winterschläfer

1999
Herbert Knaup – Lola rennt
- Dominique Horwitz – Nachtgestalten
- Lars Rudolph – Fette Welt

### 2000er-Jahre
2000
Edgar Selge – Drei Chinesen mit dem Kontrabass
- Vadim Glowna – Die Unberührbare
- Óscar O. Sánchez – Fußball ist unser Leben

2001
Justus von Dohnányi – Das Experiment
- Frank Giering – Gran Paradiso
- Lars Rudolph – Der Krieger und die Kaiserin

2002
Matthias Habich – Nirgendwo in Afrika
- Martin Feifel – Was tun, wenn’s brennt?
- Remo Girone – Heaven

2003
Florian Lukas – Good Bye, Lenin!
- Devid Striesow – Lichter
- Manfred Zapatka – Elefantenherz

2004
Detlev Buck – Herr Lehmann
- Fritz Roth – Muxmäuschenstill
- Hinnerk Schönemann – Kroko

2005
Burghart Klaußner – Die fetten Jahre sind vorbei
- Uwe Ochsenknecht – Vom Suchen und Finden der Liebe
- Udo Samel – Alles auf Zucker!

2006
Ulrich Tukur – Das Leben der Anderen
- Burghart Klaußner – Requiem
- Andreas Schmidt – Sommer vorm Balkon

2007
Devid Striesow – Die Fälscher
- Sylvester Groth – Mein Führer – Die wirklich wahrste Wahrheit über Adolf Hitler
- Hinnerk Schönemann – Emmas Glück

2008
Frederick Lau – Die Welle
- Justus von Dohnányi – Bis zum Ellenbogen
- Herbert Knaup – Du bist nicht allein

2009
Andreas Schmidt – Fleisch ist mein Gemüse
- Steve Buscemi – John Rabe
- Rüdiger Vogler – Effi Briest

### 2010er-Jahre
2010
Justus von Dohnányi – Männerherzen
- Rainer Bock – Das weiße Band – Eine deutsche Kindergeschichte
- Ulrich Noethen – Henri 4
- Settar Tanrıöğen – Die Fremde

2011
Richy Müller – Poll
- Vedat Erincin – Shahada
- Heino Ferch – Vincent will Meer

2012
Otto Mellies – Halt auf freier Strecke
- Hermann Beyer – Vergiss dein Ende
- Bernhard Schütz – Das System – Alles verstehen heißt alles verzeihen

2013
Michael Gwisdek – Oh Boy
- Robert Gwisdek – Das Wochenende
- Ernst Stötzner – Was bleibt

2014
Tobias Moretti – Das finstere Tal
- Michael Maertens – Finsterworld
- Kida Khodr Ramadan – Ummah – Unter Freunden

2015
Joel Basman – Wir sind jung. Wir sind stark.
- Burghart Klaußner – Elser – Er hätte die Welt verändert
- Gert Voss – Im Labyrinth des Schweigens

2016
Ronald Zehrfeld – Der Staat gegen Fritz Bauer
- Fabian Busch – Er ist wieder da
- Michael Nyqvist – Colonia Dignidad – Es gibt kein Zurück

2017
Georg Friedrich – Wild
- Rainer Bock – Einsamkeit und Sex und Mitleid
- Martin Feifel – Die Welt der Wunderlichs

2018
Robert Gwisdek – 3 Tage in Quiberon
- Alexander Fehling – Der Hauptmann
- Charly Hübner – 3 Tage in Quiberon

2019
Alexander Fehling – Das Ende der Wahrheit
- Oliver Masucci – Werk ohne Autor
- Martin Wuttke – Glück ist was für Weicheier

### 2020er-Jahre
2020
Albrecht Schuch – Berlin Alexanderplatz
- Pasquale Aleardi – Ich war noch niemals in New York
- Godehard Giese – Es gilt das gesprochene Wort

2021
Thorsten Merten – Curveball – Wir machen die Wahrheit
- Milan Peschel – Je suis Karl
- Hary Prinz – Enfant Terrible

2022
Alexander Scheer – Rabiye Kurnaz gegen George W. Bush
- Godehard Giese – Niemand ist bei den Kälbern
- Henry Hübchen – Stasikomödie
- Jörg Schüttauf – Lieber Thomas

2023
Albrecht Schuch – Im Westen nichts Neues
- Karl Markovics – Was man von hier aus sehen kann
- Clemens Schick – Servus Papa, See You in Hell

2024
Hans-Uwe Bauer – Sterben
- Christian Friedel – 15 Jahre
- Robert Gwisdek – Sterben

2025
Godehard Giese – Sad Jokes
- nominiert:
  - Alexander Scheer – In Liebe, Eure Hilde
  - Alexander Scheer – Köln 75